# فیژاک
فیژاک (به فرانسوی: Figeac) یک کمون در فرانسه است که در در شهرستان لو در ناحیه پیرنه میانه واقع شده‌است.

## خصوصیات
فیژاک ۳۵٫۱۶ کیلومترمربع مساحت و ۹٬۷۷۳ نفر جمعیت دارد و ۲۲۵ متر بالاتر از سطح دریا واقع شده‌است.

## خواهرخوانده
شهرهای بیله‌فلد و Saint-Loubès خواهرخوانده‌های فیژاک هستند.